# Mature
Mature (マチュア Machua?) (Madura en español) es un personaje de la serie de videojuegos The King of Fighters. Mature es una mujer despiadada, lo que no coincide con su imagen de belleza y esbeltez. Solo le importa matar a quien se oponga a ella en su camino. La misión de Mature es despertar a Orochi sin la ayuda de Goenitz, y buscando para ello la cooperación de Iori Yagami. A Mature le gusta seducir a los hombres antes de matarlos ya que piensa que en la lucha todo es válido, incluso si se deben usar los propios atributos.

## Historia
Mature es una de las dos asesinas de Orochi que trabajan para Goenitz, uno de los cuatro reyes celestiales de Orochi (los otros tres son Yashiro Nanakase, Chris y Shermie). Siendo la más atractiva, la belleza de Mature lo omnubila todo, pero al mismo tiempo, es mortal.
A lo largo de su carrera, se ha encargado de muchos de los que se oponen a Orochi como a su maestro Goenitz. Generalmente, utiliza sus uñas filosas y cortantes y sus brazos se mueven tan rápido que el viento que crea con ellos resulta letal. Su objetivo final era el de liberar el poder de Orochi, y lo logra cuando Goenitz mata al heredero del clan Yata. Sin embargo, el poder de Orochi era aún débil, por lo que decidió esperar. Sin embargo, un hombre llamado Rugal Bernstein, un maléfico hombre hambriento de poder, trató de tomar el control del poder de Orochi. Cuando supo de esto, Goenitz se enfrenta a Rugal, y, en castigo, le arranca el ojo derecho. Sorprendido de que Rugal aún estaba vivo, Goenitz le permite poseer una pequeña parte del poder Orochi, pero le advierte de no utilizarlo sino hasta el último momento, ya que eventualmente podría matarlo. Posteriormente, Goenitz asigna a Mature y a Vice para mantener un ojo sobre Rugal, y asegurarse de no hacer nada en contra de Orochi. De esta manera, Mature y Vice se convierten en "secretarias" de Rugal, lo ayudan en la organización de los dos primeros torneos de King of Fighters. Mature fue asignada a cuidar de los detalles del primer torneo, en 1994, sin embargo, no vio ninguna muestra del poder de Orochi en Rugal en ese año, pero sí lo hizo el año próximo. Tal y como estaba previsto, Rugal muere a causa de la sobredosis de poder, así que ella junto a Vice, dan por cumplida su misión y regresan con su jefe Goenitz.
Una vez reunidas con su amo, Goenitz les asigna un nuevo "cliente", Iori Yagami. Mature y Vice encuentran a Iori y antes de solicitarle unírseles para formar equipo en el próximo torneo, lo retan a una batalla. Finalmente, Iori acepta ser parte del posteriormente denominado Yagami Team al ver la fuerza de ambas mujeres.
Sin embargo, durante el torneo, Mature notó cuan poderoso Iori podría ser a través de su exhibición de fuerza y determinación hasta tal punto que lo considera incluso más poderoso que Goenitz. Así que junto a Vice deciden abandonar a Goenitz y unirse a Iori por conveniencia. Así pues, cuando el equipo de los tres llegan a instancias finales del torneo, Mature y Vice advierten a Iori sobre Goenitz. Como estaba previsto, luchó contra Goenitz. Goenitz sospechó acerca de cómo Iori sabía esto, pero la respuesta solo podría venir de dos mujeres que conocía... Mature y Vice. Tras la derrota de Goenitz, este les dice a ambas que morirán por las manos de su propio salvador. Desconociendo el significado de esta frase, Mature y Vice deciden ir a ayudar a Iori, pero este último ya había entrado en el Riot of the blood (disturbio de la sangre, posesión de Orochi, confirmando así que Iori forma parte de los descendientes de este demonio). Consciente de que es demasiado tarde Iori no fue capaz de controlar su poder de Orochi, y malhiere a sus compañeras de equipo. Se ha especulado mucho sobre el paradero de ambas luego del torneo del año 1996, se cree que murieron después del ataque de Yagami en posesión del poder de Orochi. 
En KOF XII Mature regresa, con la curiosidad de que lleva un parche en el ojo, el cual durante el juego se revela que es el lugar donde se concentra su poder de Orochi. Al lado de su aliada Vice, se unen a Iori para recuperar el amuleto de este último que había sido robado en el torneo del año anterior por Ash. En el final de su equipo se descubre que en realidad Ash estaba tratando de reunir los tres tesoros sagrados no con fines malos sino para evitar que el poder de Orochi caiga en manos de los de Su Tierra Distante. Tras derrotar a Dark Ash, Iori es consultado por Mature y Vice sobre si querría recuperar sus flamas púrpuras, pero con la condición de que el disturbio de la sangre Orochi que corre por sus venas sería también reintegrado en su cuerpo, siguiendo con la maldición que los Yasakani (su clan) habían pactado con la deidad 1800 años atrás. Iori acepta y Mature y Vice desaparecen, diciéndole que seguramente se volverán a encontrar en una noche de luna llena. Esto nos demuestra que en realidad Mature y Vice no sobrevivieron al ataque de Iori en 1996, sino que murieron, y al haberse roto el sello que aprisionaba a Orochi, ellas pudieron volver a entrar hacia el reino de los mortales como fantasmas, tomando apariencia humana.

## Apariciones
- The King of Fighters '94 (primera aparición, como introductora al torneo)
- The King of Fighters '96
- Snk Gals (Cameo)
- The King of Fighters '98
- The King of Fighters 2000 (Como Striker Junto a Vice)
- The King of Fighters 2002
- The King of Fighters Neowave
- The King of Fighters '98: Ultimate Match
- The King of Fighters 2002 UM
- The King of Fighters XI (Cameo en escenario de Ps2)
- The King of Fighters XII (Ver. PS3)
- The King of Fighters XIII
- Card Fighters Clash
- Card Fighters Clash 2
- Card Fighters Clash DS
- Capcom VS SNK 2 (Cameo cuando Vice pelea contra Rugal)
- The King of Fighters XIV

## Ataques
Curiosamente, los poderes y ataques de Mature y Vice llevan el nombre de conocidas bandas de Death metal y Thrash.
- Crematory
- Death Row
- Metal Massacre
- Despair
- Decide
- Sacrilege
- Ecstasy
- Ebony Tears
- Heaven's Gates
- Nocturnal Rites
- Awaking Blood
- Iron maiden

## Frases, intros y taunts
- Intro 1 - Ante Rugal Bernstein: Sonríe, le lanza un beso y luego se arrodilla frente a él como señal de obediencia.
- Intro 2: Le lanza un beso al oponente y dice, "Saa, irasshai." (Ahora, ven aquí)
- Win Pose 1: Hace una pose muy conocida de Marilyn Monroe y dice "Kimochi ii deshou?" (¿Acaso no se siente bien?)
- Win Pose 2: Saluda de frente, como si lo hiciera frente al player y dice "Mou au koto mo nai deshou." (Tal parece que nos volveremos a ver)
- Win Pose 3: Con la mano en su cintura, "Kedamono ni nioi ga suru yo." (Apestas a bestia)
- Win Pose 4: Se arrodilla.
- Win Quote:  Está bien, tócame... pero te costará la vida.